# Georges Six

Bischofswappen von Georges Six

Georges Six CICM (niederländisch Joris Six; * 20. Oktober 1887 in Vlamertinge; † 24. November 1952 in Brüssel) war ein belgischer römisch-katholischer Ordensgeistlicher und Apostolischer Vikar von Léopoldville.

## Leben
Georges Six besuchte die Grundschule St. Joseph in Vlamertinge und anschließend das Kolleg Sint-Vincentius in Ypern. Danach trat er der Ordensgemeinschaft der Kongregation vom Unbefleckten Herzen Mariens bei und empfing am 20. Juli 1915 das Sakrament der Priesterweihe. Anschließend wurde er als Missionar nach Belgisch Kongo entsandt, wo er in Kangu, Boma, Muanda und Léopoldville tätig war. Von 1928 bis 1930 war Georges Six Ökonom der Niederlassung seiner Ordensgemeinschaft in Scheut, bevor er erneut nach Belgisch Kongo ging und wieder als Missionar in Boma und Léopoldville wirkte.
Am 26. Februar 1934 ernannte ihn Papst Pius XI. zum Titularbischof von Baliana und zum Apostolischen Vikar von Léopoldville. Der Bischof von Brügge, Henricus Lamiroy, spendete ihm am 14. Mai desselben Jahres in der Sint Maartenskathedraal in Ypern die Bischofsweihe; Mitkonsekratoren waren der Bischof von Gent, Honoré-Jozef Coppieters, und der Apostolische Vikar von Boma, Jozef Vanderhoven CICM. Sein Wahlspruch Omnia omnibus („Allen in allem“) stammt aus 1 Kor 10,33 . Er gründete mehrere katholische Schulen im Apostolischen Vikar Léopoldville.
Sein Grab befindet sich auf dem Friedhof der Scheut-Missionare in Zuun. Der Platz vor dem ehemaligen Rathaus von Vlamertinge wurde nach Six benannt.